# 香港機場地勤服務有限公司

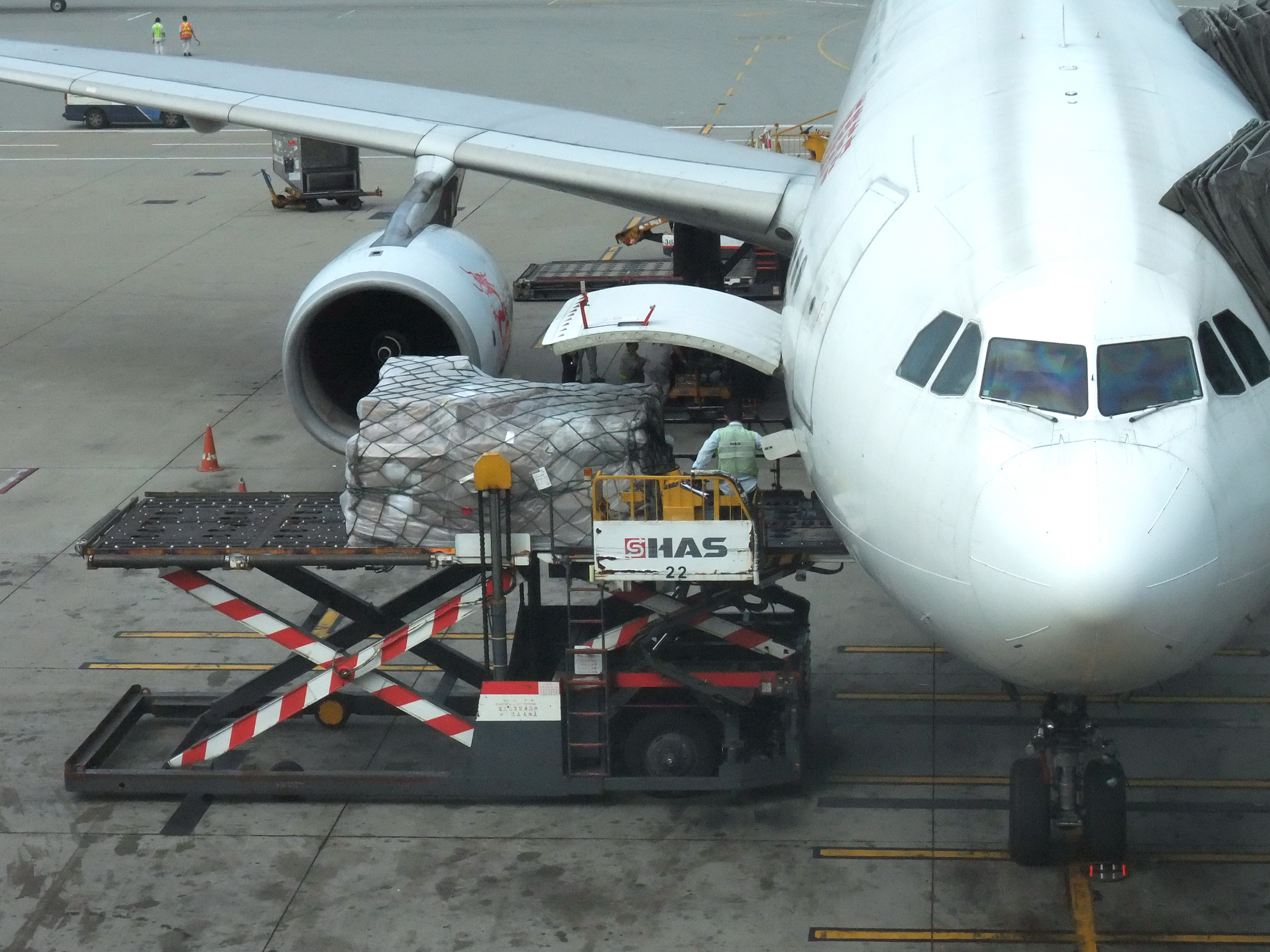
香港機場地勤服務為一架港龍航空飛機裝貨中

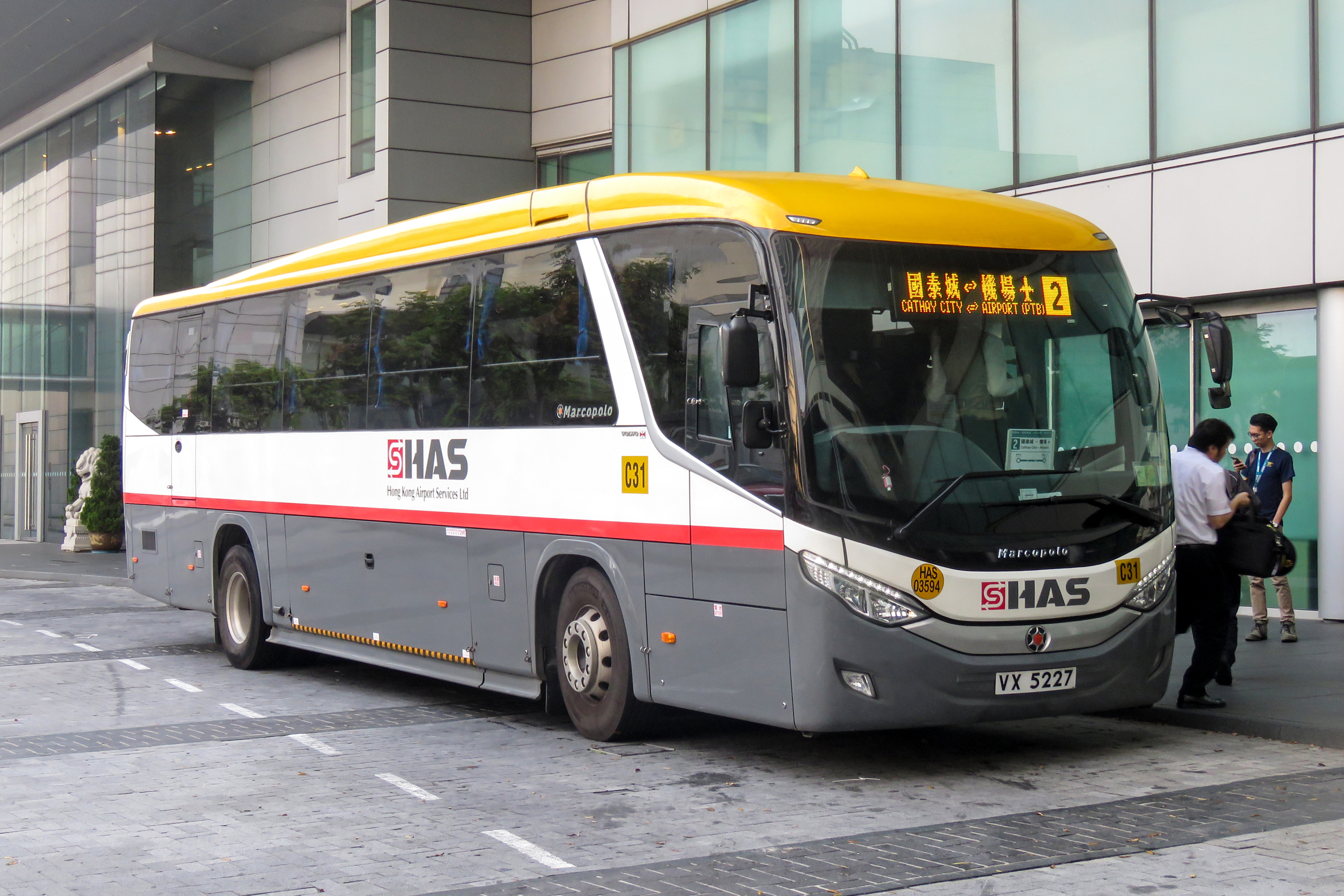
香港機場地勤服務為機組人員提供接載服務

香港機場地勤服務有限公司（英語：Hong Kong Airport Services Ltd，亦稱HAS by Cathay），是香港一間專門處理航空地面服務的公司，提供「一站式」停機坪及旅客地勤服務，包括飛機裝卸、行李處理、貨物及郵件運送、航機統籌、航機載重平衡、客橋及客梯車運作、行李箱儲存及管理、以及機組人員接載服務。在旅客及航機處理方面，HAS by Cathay提供的服務包括辦理旅客登機手續、票務、航班調度以及貨運文件處理等。
香港機場地勤服務有限公司的4個主要工作地點分別設於國泰城、國泰坊、香港國際機場一號客運大樓及國泰航空貨運站。

## 歷史
- 於1995年成立，由國泰航空和港龍航空合資經營。
- 於1998年香港國際機場啟用後開始投入運作。
- 於2008年11月1日，香港機場地勤服務有限公司與香港國際機場服務有限公司合併。
- 於2008年12月1日，成為國泰航空全資附屬公司。
- 於2012年3月30日，上海機場（集團）有限公司、上海國際機場股份有限公司、中國國際航空股份有限公司及香港機場地勤服務四方共同在上海成立一間合資公司——上海國際機場地面服務有限公司，在上海浦東國際機場及上海虹橋國際機場提供機場地面服務。合資公司的總註冊資本為3.6億元人民幣，國航及香港機場地勤服務將分別出資8640萬元及9000萬元，分別持有合營24%及25%股權。而上海機場集團及上海國際機場則分別持有10%及41%股權。[1]
- 於2020年4月17日，香港機場地勤服務有限公司首次為波音777-200客艙進行貨物裝載，載運必要醫療用品到羅馬尼亞的前線抗疫人員和市民。[2]
- 於2021年12月11日，獲國泰航空集團成員香港快運航空委任為香港地勤服務代理，因為這委任公司組成一支專責團隊與航空公司代表通力合作，並為各類特殊服務進行演習，以熟悉每項工作程序。
- 於2024年12月1日，配合母公司國泰航空品牌及市場策略，企業顏色及企業標誌更改與母公司一致，英文市埸名稱加強母公司聯繫並添加“by Cathay”[3]。
- 於2025年3月19日，香港機場地勤服務有限公司與國泰貨運站宣布聯合開展氫化植物油（HVO）試行計劃，作為地勤設備（GSE）的替代燃料。[4]
- 於2025年7月1日，國泰貨運站與香港機場地勤服務有限公司在香港國際機場完成了首次涉及易腐貨物的無人駕駛自動電動牽引車作業。[5]

## 目前狀況
HAS by Cathay現聘用超過3,100名僱員及擁有超過3,000輛地勤設備及車輛，為國泰航空的全資附屬公司。
HAS by Cathay現時為22間航空公司提供旅客服務及為22間航空公司提供停機坪及貨運服務，其中包括香港主要航空公司：國泰航空、香港快運航空及香港華民航空。在2016年HAS by Cathay於香港國際機場旅客及停機坪服務方面的市場佔有率分別為19.73%及46.94%。
HAS by Cathay為國際航空運輸協會的成員。

## 航空公司客戶
- 亞洲航空 [8]
- 香港華民航空
- 新幾內亞航空
- 阿特拉斯航空
- ASL比利時航空
- 曼谷航空
- 英國航空
- 國泰航空
- 盧森堡國際貨運航空
- 盧森堡貨運航空義大利公司
- 中國貨運航空
- 敦豪航空[9]
- 歐洲航空運輸
- 埃及航空
- 阿聯酋航空
- 斐濟航空
- 香港快運航空
- 靛藍航空
- 日本航空
- 濟州航空
- 大韓航空
- 長龍航空
- 汉莎航空
- 馬士基航空
- 尼泊爾航空
- 博立貨運航空
- 卡塔爾航空
- 汶萊皇家航空
- 皇家約旦航空
- 瑞士國際航空
- 星宇航空

## 巴士車隊
- 現役車隊
  - 中通客車 LCK6970G
  - 富豪 B8R
  - 亞歷山大丹尼士 Enviro200 MMC
  - 猛獅 A91
- 退役車隊
  - 中通客車LCK6103G
  - 猛獅 11.220
  - 猛獅 13.220

## 外部連結
- 香港機場地勤服務有限公司網站 （页面存档备份，存于）

1. ↑  . 太古股份有限公司.
2. ↑  garroschan. . HAS by Cathay. 2020-04-17  [2025-07-06] （中文）.
3. ↑  . www.linkedin.com.   [2025-07-06] （中文）.
4. ↑  arthurlau1. . HAS by Cathay. 2025-03-19  [2025-07-06] （中文）.
5. ↑  . www.linkedin.com.   [2025-07-06] （中文）.
6. ↑  . HAS Website.   [2023-01-14]. （原始内容存档于2023-01-14） （中文）. （页面存档备份，存于）
7. ↑  garroschan. . HAS by Cathay. 2021-12-11  [2025-07-06] （中文）.
8. ↑  組成部份包括馬來西亞、泰國、印尼及菲律賓的分公司，其下的中長途廉價航空公司— 亞洲航空長途公司 （AirAsia X）亦包括在內
9. ↑  組成部份包括香港華民航空、萊比錫歐洲航空及由ASL愛爾蘭航空執飛的航機